# Netty Simons (componist)
Netty Simons Rothenberg (New York, 26 oktober 1913 – 1 april 1994) was een Amerikaans componiste, muziekproducent en muziekredacteur.

## Levensloop
Simons kreeg van 1928 tot 1933 muzieklessen aan de Third Street Music School in New York. Vanaf 1931 studeerde zij aan de School of Fine Arts van de Universiteit van New York en vanaf 1933 met een studiebeurs piano bij Alexander Siloti aan de Juilliard School of Music in New York. In 1934 kwam zij weer terug aan de School of Fine Arts in New York en studeerde tot 1937 compositie bij Marion Bauer en Percy Aldridge Grainger. Verder studeerde zij van 1938 tot 1941 privé bij Stefan Wolpe. 
In de tijd van 1961 tot 1962 was zij producent en coördinatrice van componisten concerten in de Carnegie Recital Hall in New York. Van 1965 tot 1971 presenteerde Netty Simons de programma's met hedendaagse piano- en kamermuziek bij verschillende omroepmaatschappijen in de Verenigde Staten. Simons was een van de hedendaagse componisten die gepresenteerd werden van de American Composers Alliance tijdens een expositie in de New York Public Library. Vanaf 1971 was zij producent en script-schrijfster voor een hedendaags muziek programma van de Universiteit van Michigan in Ann Arbor. Zij werd onderscheiden met een Recording-Publication Award van de Ford Foundation. 

## Composities

### Werken voor orkest
- 1949 Piece, voor orkest
- 1956 Pied Piper of Hamelin, voor spreker, dwarsfluit, piano en viool sectie (ingedeeld in 3 groepen) - tekst: Robert Browning
- 1964 Lamentations, no. 1
- 1967 Lamentations, no. 2
- 1968 Variables
- 1983 Cityscape no. 2
- 1987 Big Sur, voor orkest
  1. After the fire
  2. Flood
- Illuminations in Space, voor altviool en orkest

### Werken voor harmonieorkest
- 1976 A Journey sometimes delayed, voor harmonieorkest
  1. Walking along a city street
  2. The Small Door on the Back
  3. The Gateless Gate
- Summer's outing
- This slowly drifting cloud
- Town Bells (a day at the fair)

### Muziektheater

#### Opera's
| Voltooid in | titel                       | aktes            | première | libretto           |
| ----------- | --------------------------- | ---------------- | -------- | ------------------ |
| 1958        | The Bell Witch of Tennessee | 1 akte, 4 scènes |          | Joan Simon-Crowell |

#### Toneelmuziek
- 1976 The sea darkens ... zal worden gerealiseerd als ofwel een contrabas solo of als duo voor contrabas en percussieve piano... (en) kan ook ... worden gerealiseerd door een tot een aantal spelers van elke combinatie van gestemde en niet gestemde instrumenten.

### Werken voor koren
- 1960 Sing, o daughters of Zion, voor alt, tenor, bariton en gemengd koor (SSAATTBB) - tekst: Sefanja 3: 14-20
- 1964 For all blasphemers, voor mannenkoor - tekst: Stephen Vincent Benét (1898-1943)

### Vocale muziek
- 1950 Birthday, voor mezzosopraan en piano - tekst: Christina Georgina Rossetti (1830-1894)
- 1950 Songs, voor mezzosopraan en piano - tekst: Hilda Morley
  1. Early ballad
  2. Sleep song
  3. Aubade
- 1956 Pied piper of Hamelin, voor zangstem en piano - tekst: Robert Browning
- 1963 Trialogue, nr. 1, voor alt, bariton en altviool - tekst: Dylan Thomas, «The Tombstone told when she died»
- 1969 Trialogue, nr. 2 myselves grieve, voor alt, bariton en altviool - tekst: Dylan Thomas
- 1973 Trialogue, nr. 3 now (now, say nay), voor mezzosopraan, bariton en altviool - tekst: Dylan Thomas
- 1977 Songs for Wendy, voor zangstem en altviool
- 1983 Chez vous, voor zangstem en piano - tekst: Sheldon Harnic

### Kamermuziek
- 1939 Duo, voor viool en cello
- 1949 Set of Poems for Children, voor spreker, viool, altviool, cello, contrabas, dwarsfluit, hobo, klarinet en fagot 
  1. Night was creeping - tekst: James Stephens
  2. Rain - tekst: Robert L. Stevenson
  3. Fog - tekst: Carl Sandburg
  4. My shadow - tekst: Robert L. Stevenson
  5. Is the moon tired? - tekst: Christina G. Rossetti
- 1950 Strijkkwartet
- 1951 Quartets, voor dwarsfluit, viool, altviool en cello
- 1953 Quintet, voor blazerskwartet en contrabas
- 1961 Facets, no. 1, voor hoorn, viool en piano
- 1961 Facets, no. 2, voor dwarsfluit, klarinet en contrabas
- 1962 Facets, no. 3, voor altviool (of: hobo) en piano
- 1962 Facets, no. 4, voor strijkkwartet
- 1972 Puddintame, voor spreker en een niet bepaalde aantal instrumenten - tekst: verschillende Limericks
- 1973 Great stream silent moves, voor piano, harp en slagwerk
- 1973 Wild tales told on the river road, voor klarinet en slagwerk
- 1983 Cityscape, no. 1
  1. Wonderful, wonderful!
  2. Waiting for a companion
  3. Transforming light
  4. “Peep,” it is just a bird, a gentle rain
  5. Two black cats, perched on a lump of plastic garbage
- Silver Thaw, voor dwarsfluit en gitaar

### Werken voor piano
- 1953 Night sounds
- 1970 Illuminations, voor twee piano's

### Werken voor slagwerk
- 1978 She’s down the road by Miss Winnie, voor slagwerk solo en 12 slagwerkers